# Москальчук (хутор)
Москальчук — хутор в Тихорецком районе Краснодарского края России. Входит в состав Алексеевского сельского поселения.

## Население
| 2002 | 2010 |
| ---- | ---- |
| 135  | ↘132 |

## Улицы
- ул. Абрикосовая,
- ул. Вишнёвая,
- ул. Клубничная,
- ул. Набережная,
- ул. Пролетарская,
- ул. Садовая,
- пер. Сливовый,
- ул. Центральная[4].